# Régime Scarsdale
Le régime Scarsdale, aussi appelé régime SMD, est un régime amaigrissant mis au point par un cardiologue américain, Herman Tarnower, avec la collaboration de Samm Sinclair Baker vers la fin des années 1970. Ce régime se déroule par étapes de 14 jours et tous les repas sont prévus pour la durée totale du régime. Il s'agit d'un régime hypocalorique.

## Principe
Ce régime repose sur la limitation de l’apport glucidique. Les menus sont donc composés à partir de 3 grands types d’aliments 
- légumes,
- fruits,
- sources maigres de protéines

Les aliments sont cuisinés sans ajout de matières grasses. Ce régime se décline en plusieurs menus : 
- classique,
- spécial gourmets,
- exotique,
- économique
- végétarien.

Au bout de la période de deux semaines de régime amaigrissant, un régime de stabilisation est prévu qui permet de manger un peu plus. Herman Tarnower préconise de maintenir à vie les alternances régime / stabilisation.

## Restrictions alimentaires
- Aliments interdits :
  - féculents
  - pain
  - matières grasses ajoutées (huile, beurre, etc.)
  - la plupart des laitages
  - jus de fruits
  - alcool
  - desserts sucrés
  - chocolat
  - charcuterie
  - parties grasses de la viande
  - sucre

- Aliments autorisés uniquement en période de stabilisation :
  - trois œufs par semaine
  - deux tranches de pain par jour,
  - confitures sans sucre
  - noix
  - un verre de vin par jour